# (24862) Hromec
(24862) Hromec est un astéroïde de la ceinture principale.

## Description
(24862) Hromec est un astéroïde de la ceinture principale. Il fut découvert le 27 février 1996 à Modra par Peter Kolény et Leonard Kornoš. Il présente une orbite caractérisée par un demi-grand axe de 2,60 UA, une excentricité de 0,15 et une inclinaison de 4,2° par rapport à l'écliptique.

## Compléments